# 熊本市立一新小学校
熊本市立一新小学校（くまもとしりつ いっしんしょうがっこう）は、熊本県熊本市中央区新町三丁目にある公立小学校。

## 沿革
- 1875年（明治8年） - 新一学校発足
- 1876年（明治9年） - 一新学校に改称
- 1887年（明治20年） - 一新尋常小学校に改称
- 1912年（明治45年） - 新馬借分校設置
- 1919年（大正8年） - 新馬借分校が本校となり新校舎に移転し一新尋常高等小学校に改称
- 1924年（大正13年） - 横手小学校廃校により児童の8分の1を併合
- 1941年（昭和16年） - 一新国民学校に改称
- 1947年（昭和22年） - 熊本市立一新小学校に改称

## クラブ活動

### 運動部
- 総合運動部

### 文化部
- 吹奏楽部

## 服装
標準服がある。なお、市内の他の小学校とは異なり、女子の吊りスカートの色は水色である。

## 著名な卒業生
- 塩田義法（水球日本代表）
- 伊勢大夢（プロ野球選手）